# Прогрес (Болгарія)
Прогре́с (болг. Прогрес) — село в Кирджалійській області Болгарії. Входить до складу общини Момчилград.

## Населення
За даними перепису населення 2011 року у селі проживали 312 осіб.
Національний склад населення села:
| Національність   | Кількість осіб | Відсоток |
| ---------------- | -------------- | -------- |
| турки            | 166            | 53,4%    |
| болгари          | 14             | 4,5%     |
| цигани           | 0              | 0%       |
| інша             | 0              | 0%       |
| не визначились   | 131            | 42,1%    |
| Всього відповіли | 311            |          |

Розподіл населення за віком у 2011 році:
Динаміка населення: